# Groenogen
Groenogen (Chlorophthalmidae) zijn een familie van straalvinnige vissen uit de orde van Draadzeilvissen (Aulopiformes).

## Geslachten
- Bathysauropsis Regan, 1911
- Chlorophthalmus Bonaparte, 1840
- Parasudis Regan, 1911